# Class trip
Class trip is een studioalbum van John Abercrombie. Hij liet zich op dit album weer begeleiden door een drietal musici, waar hij in die dagen vaker mee opnam en speelde. Opnieuw bevonden de heren zich in de Avatar Studios te New York om de muziek op te nemen.
Track 5 is opgedragen aan Spring, de kat van Abercrombie; track 8 aan John en Elizabeth, de zijn ouders.  Track 10 is afkomstig uit Voor kinderen (SZ 42) van Béla Bartók, een verzameling voor piano bewerkte Hongaarse en Slowaakse  volksliedjes, in dit geval Hongaars.

## Musici
- John Abercrombie – gitaar
- Mark Feldman – viool
- Mark Johnson - contrabas
- Joey Baron – slagwerk

## Muziek
| Nr. | Titel                                            | Duur |
| --- | ------------------------------------------------ | ---- |
| 1.  | Dansir (Abercrombie)                             | 9:31 |
| 2.  | Risky business (Abercrombie)                     | 7:38 |
| 3.  | Descending grace (Abercrombie)                   | 8:56 |
| 4.  | Illinoise (Abercrombie, Feldman, baron, Johnson) | 5:35 |
| 5.  | Cat walk (Abercrombie)                           | 7:55 |
| 6.  | Excuse my shoes (Abercrombie)                    | 8:28 |
| 7.  | Swirls (Abercrombie)                             | 6:06 |
| 8.  | Jack and Betty (Abercrombie)                     | 3:39 |
| 9.  | Class trip (Abercrombie)                         | 7:29 |
| 10. | Soldier’s song (Béla Bartók)                     | 3:02 |
| 11. | Epilogue (Abercrombie, Feldman, Baron, Johnson)  | 3:37 |